# Mouvement à force centrale
En mécanique du point, un mouvement à force centrale est le mouvement d'un point matériel M soumis uniquement à une force centrale, c'est-à-dire une force toujours dirigée vers le même point noté O appelé centre de force.
Ce type de mouvement est une modélisation de certains phénomènes physiques : il n'est pas rigoureusement présent dans la nature, mais certains mouvements s'en rapprochent. Par exemple, on peut considérer que la Terre est soumise à une force centrale de la part du Soleil. Par ailleurs, lorsqu'on utilise une description classique de l'atome, on peut considérer que le mouvement des électrons est à force centrale autour du noyau.
L'étude mathématique de ce type de mouvements permet d'obtenir quelques résultats généraux. On peut montrer par exemple que la trajectoire est contenue dans un plan, que la vitesse aréolaire est constante, etc.

## Historique
Le problème du mouvement à force centrale fut résolu en premier par Isaac Newton en 1687.
Newton démontre en particulier que la trajectoire est contenue dans un plan passant par le centre de force et perpendiculaire au moment cinétique, qui est alors constant. C'est d'ailleurs initialement dans le sens inverse que Newton l'a démontré : le moment cinétique étant démontré constant, cela implique que la trajectoire est plane.
Cette trajectoire est décrite selon la seconde loi de Kepler dite aussi lois des aires : des aires égales sont balayées dans des temps égaux.
Robert Hooke a résolu le cas particulier dit « de Hooke », où la force centrale est proportionnelle à la distance séparant le centre de force du point en mouvement (voir ellipse de Hooke).
Jacques Binet exprima, au travers de ses formules, la vitesse et l'accélération d'un point animé d'un mouvement à force centrale. Ces formules permettent, par exemple, d'obtenir les trajectoires elliptiques des planètes, redémontrant ainsi la première loi de Kepler.

### Exemples d'études
Quelques cas particuliers ont été étudiés mathématiquement :
- le cas d'une force de rappel élastique : voir ellipse de Hooke ;
- les cas des forces proportionnelles à rp pour p valant -5, -3, 0, 1/3, 3/2, 5/3, 7/3, 5/2, 4, 5 ou 7 sont dits résolubles ;
- le mouvement des planètes : voir lois de Kepler ;
- la diffusion Rutherford peut se traiter via la symétrie de Corinne.

## Définition
Un mouvement à force centrale est le mouvement d'un point matériel soumis à une force {\displaystyle \scriptstyle {\vec {F}}} passant par un point fixe {\displaystyle \scriptstyle O}.
La trajectoire est plane (voir plus loin) : deux coordonnées suffisent à décrire le mouvement dans ce plan. La conservation de l'énergie permet de réduire le mouvement à une quadrature près.

### Planéité de la trajectoire
Le théorème du moment cinétique appliqué au centre de force O dans un référentiel galiléen énonce que la dérivée du moment cinétique {\displaystyle {\vec {L}}} au point O est le produit vectoriel du rayon vecteur {\displaystyle {\vec {OM}}} et de la force {\displaystyle {\vec {F}}} : {\displaystyle {\frac {d{\vec {L}}}{dt}}={\vec {OM}}\wedge {\vec {F}}={\vec {0}}}, puisque les deux vecteurs sont colinéaires.
Par conséquent, le moment cinétique est constant au cours du mouvement.
Par définition du moment cinétique, cela signifie que {\displaystyle {\vec {OM}}\wedge {\vec {p}}={\vec {L}}} est constant, donc que le vecteur position {\displaystyle {\vec {OM}}} et la quantité de mouvement {\displaystyle {\vec {p}}=m\cdot {\vec {v}}} du point M sont à tout instant perpendiculaires au vecteur {\displaystyle {\vec {L}}} de direction constante. La trajectoire est donc plane : elle est entièrement contenue dans le plan contenant le centre attracteur O, et orthogonal au moment cinétique {\displaystyle {\vec {L}}}.

### Loi des aires
On vient de voir que la trajectoire de la particule restait dans un plan fixe d'origine O. En passant aux coordonnées polaires r et θ, dans ce plan, on peut écrire :
- {\displaystyle {\vec {OM}}={\vec {r}}=r{\vec {e_{r}}}} ;
- donc {\displaystyle {\vec {v}}={\frac {d{\vec {r}}}{dt}}={\dot {r}}{\vec {e_{r}}}+r{\dot {\theta }}{\vec {e_{\theta }}}}, où {\displaystyle {\vec {e_{\theta }}}} est le vecteur unitaire tel que {\displaystyle (M,{\vec {e_{r}}},{\vec {e_{\theta }}})} est un repère orthonormé direct ;
- puis, {\displaystyle {\vec {L}}={\vec {r}}\wedge m{\vec {v}}=mr{\dot {r}}{\vec {e_{r}}}\wedge {\vec {e_{r}}}+mr^{2}{\dot {\theta }}{\vec {e_{r}}}\wedge {\vec {e_{\theta }}}=mr^{2}{\dot {\theta }}{\vec {e_{z}}}}, dans laquelle {\displaystyle {\vec {e}}_{z}={\vec {e_{r}}}\wedge {\vec {e_{\theta }}}} est le vecteur unitaire orthogonal à la trajectoire tel que {\displaystyle (M,{\vec {e_{r}}},{\vec {e_{\theta }}},{\vec {e_{z}}})} est un repère orthonormé direct.

De cette dernière relation, on tire la valeur de la norme, constante, du moment cinétique : {\displaystyle L=mr^{2}{\dot {\theta }}}. Or, l'aire balayée par le rayon vecteur {\displaystyle {\vec {r}}}, pendant un temps dt infinitésimal est {\displaystyle {\frac {1}{2}}r^{2}{\dot {\theta }}dt={\frac {L}{2m}}dt={\frac {C}{2}}dt}.
Cette loi, sous la forme {\displaystyle r^{2}{\dot {\theta }}=C}, qui exprime que la vitesse aréolaire est constante, est appelée loi des aires. Énoncée comme constatation empirique en 1609 par Johannes Kepler au sujet du mouvement des planètes autour du Soleil (voir lois de Kepler), c'est donc en réalité une propriété générale de tout mouvement à force centrale.

### Équation de Kepler
La loi des aires implique notamment que {\displaystyle {\dot {\theta }}} garde un signe constant, i.e que le point matériel tourne toujours dans le même sens. En particulier θ = f(t) est fonction strictement monotone du temps. Il existe donc une fonction réciproque t = f−1(θ). C'est-à-dire qu'il est possible de déterminer le temps mis par le solide pour tourner d'un angle donné autour du point central. Effectuer cette inversion fut un travail de Legendre, puis Cauchy (résolution de l'équation de Kepler).

### Accélération en coordonnées polaires
En coordonnées polaires l'accélération a pour expression :
{\displaystyle {\frac {\mathrm {d} ^{2}{\vec {r}}}{\mathrm {d} t^{2}}}=({\ddot {r}}-r{\dot {\theta }}^{2}){\vec {e_{r}}}+\left(r{\ddot {\theta }}+2{\dot {r}}{\dot {\theta }}\right){\vec {e_{\theta }}}}
où {\displaystyle {\vec {e_{r}}}} et {\displaystyle {\vec {e_{\theta }}}} forment une base tournante, c'est-à-dire {\displaystyle {\vec {e_{r}}}\triangleq \cos \theta {\vec {e_{x}}}+\sin \theta {\vec {e_{y}}}} et {\displaystyle {\vec {e_{\theta }}}\triangleq -\sin \theta {\vec {e_{x}}}+\cos \theta {\vec {e_{y}}}} et où {\displaystyle {\vec {e_{x}}}} et {\displaystyle {\vec {e_{y}}}} forment une base orthonormée cartésienne fixe du plan de la trajectoire.
Du fait que l'accélération est radiale, la projection de {\displaystyle {\frac {\mathrm {d} ^{2}{\vec {r}}}{\mathrm {d} t^{2}}}} sur {\displaystyle {\vec {v}}} est nulle, on a donc {\displaystyle r{\ddot {\theta }}+2{\dot {r}}{\dot {\theta }}=0}. En notant que {\displaystyle {\frac {\mathrm {d} r^{2}{\dot {\theta }}}{\mathrm {d} t}}=r\cdot \left(r{\ddot {\theta }}+2{\dot {r}}{\dot {\theta }}\right)}, et donc que {\displaystyle {\frac {\mathrm {d} r^{2}{\dot {\theta }}}{\mathrm {d} t}}=0}, on conclut que le paramètre {\displaystyle r^{2}{\dot {\theta }}} est bien constant, ce qui justifie son appellation de constante des aires.

### Expression de l'énergie cinétique,effet centrifuge
L'énergie cinétique du point matériel M se décompose en deux termes (Leibniz, 1695) :
{\displaystyle E_{c}={\frac {1}{2}}m{\dot {r}}^{2}+{\frac {L^{2}}{2mr^{2}}}}
- le premier est celui d'une particule de masse m effectuant un mouvement unidimensionnel (selon la direction de r) ;
- le second est analogue à une énergie potentielle coulombienne répulsive qui agit comme une force centrifuge.

### Énergie potentielle effective
D'après la loi de conservation de l'énergie, l'énergie totale E = Ec + V est une constante. Compte tenu de l'expression précédente de l'énergie cinétique, cette énergie totale se met sous la forme :
{\displaystyle E={\frac {1}{2}}m{\dot {r}}^{2}+U_{\textrm {eff}}(r)\quad } où {\displaystyle \quad U_{\textrm {eff}}(r)=V(r)+{\frac {L^{2}}{2mr^{2}}}} est appelée l'énergie potentielle effective.
Le phénomène est donc analogue à un mouvement unidimensionnel d'une particule fictive de masse m dans un potentiel Ueff(r). Ce potentiel fait apparaître, en plus de V, l'effet centrifuge introduit plus haut. Cela correspond donc à une compétition entre deux forces : par exemple, dans le cas du mouvement d'une planète, il y a compétition entre l'attraction vers le soleil, et l'effet centrifuge.

### Cas d'un champ attractif
Dans le cas d'un champ attractif, le potentiel effectif Ueff(r) présente un puits de potentiel : il est fortement répulsif à courte distance d'après la "barrière centrifuge", et attractif à longue distance. Et comme r2 est toujours positif, on a nécessairement l'inégalité suivante :
{\displaystyle E\geq U_{\min }},
où Umin est la valeur minimale prise par le potentiel effectif (à la distance rm).
Le mouvement est alors différent selon les valeurs de Em.
- Si {\displaystyle E\geq 0}, le corps peut s'éloigner à l'infini (mouvement non-borné)[3].
- Si {\displaystyle U_{\min }<E\leq 0}, le mouvement est borné entre les positions rmin et rmax. Le mouvement radial (selon r) est alors périodique : il présente une oscillation entre rmin et rmax.
- Si {\displaystyle E=U_{\min }}, la trajectoire est circulaire de rayon rm quelle que soit V(r).
- Si {\displaystyle E<U_{\min }}, le mouvement est impossible. En fait, dans le cas du champ coulombien attracteur, cette situation correspondrait à une énergie mécanique initiale insuffisante pour "satelliser" la particule.

### Expressions générales des équations horaire et polaire
Le mouvement à force centrale conservative possède, dans le plan, deux degrés de liberté : les coordonnées r et θ dans le plan du mouvement. De plus il existe deux constantes du mouvement : le moment cinétique {\displaystyle {\vec {L_{O}}}} et l'énergie mécanique {\displaystyle E}. Le problème est dit résoluble à une quadrature près.
La solution peut s'écrire, soit par une équation horaire (r(t)), soit par une équation polaire (r(θ)). En effet, la loi des aires vue plus haut montre qu'il est possible d'interchanger t et θ. On étudie brièvement ces deux possibilités :
- en exprimant la conservation de l'énergie, on obtient une équation différentielle de Newton qui a pour solution :

{\displaystyle t-t_{0}=\int _{r\left(t_{0}\right)}^{r}{\frac {dr'}{\sqrt {{\frac {2}{m}}\left(E_{m}-U_{\textrm {eff}}\left(r'\right)\right)}}}\,}.
Par inversion, il est possible d'obtenir la forme analytique de r(t). On peut alors utiliser cette valeur pour calculer θ(t) grâce à la constante des aires. Finalement, les lois horaires r(t) et θ(t) donnent l'équation paramétrée de la trajectoire en coordonnées polaires ;
- si l'on ne cherche que la trajectoire, et pas l'évolution du mouvement dans le temps, on peut éliminer le temps t pour le remplacer par θ en utilisant la loi des aires. On obtient alors une autre équation différentielle de Newton dont l'on peut aussi trouver la solution :

{\displaystyle \theta -\theta _{0}=\int _{r\left(\theta _{0}\right)}^{r}{\frac {Cdr'}{r'^{2}{\sqrt {{\frac {2}{m}}\left(E_{m}-U_{eff}\left(r'\right)\right)}}}}}.
On obtient ainsi l'équation polaire r(θ), c’est-à-dire l'équation de la trajectoire en coordonnées polaires.
Ces expressions intégrales peuvent être résolubles ou non. Enfin dans certains cas, notamment celui du problème à deux corps, des techniques de résolutions plus simples que celle de l'évaluation explicite de l'intégrale peuvent être utilisées.

### Possibilités d'orbites fermées
Dans le cas d'un mouvement borné, le mouvement radial (r(t)) est périodique, de période Tr. D'après le paragraphe précédent, l'équation horaire donne l'expression suivante :
{\displaystyle T_{r}=2\int _{r_{\min }}^{r_{\max }}{\frac {dr}{\sqrt {{\frac {2}{m}}\left(E_{m}-U_{eff}\left(r\right)\right)}}}\,},
où rmin et rmax sont les rayons minimum et maximum accessibles.
Cela ne signifie pas que le mouvement global est périodique, donc que la trajectoire est une courbe fermée. En effet il faudrait pour cela qu'au bout d'un nombre entier n de périodes radiales Tr, l'angle θ ait effectué un nombre entier p de tours complets. On dit aussi que la période angulaire Tang doit être commensurable avec la période radiale Tr.
Or la variation {\displaystyle \Delta \theta } de l'angle polaire θ pendant la période radiale Tr s'exprime par :
{\displaystyle \Delta \theta =2\int _{r_{\min }}^{r_{\max }}{\frac {C\,dr}{r^{2}{\sqrt {{\frac {2}{m}}\left(E_{m}-U_{eff}(r)\right)}}}}}.
D'après ce qui précède, la trajectoire sera fermée, pour toutes conditions initiales, si et seulement si on a {\displaystyle \Delta \theta =2\pi {\frac {p}{n}}}. Ceci n'est vérifié, pour les champs conservatifs, que par deux types de forces centrales : la force en 1/r2 (de type newtonien) et la force de Hooke (-k.r) : (ce résultat constitue le théorème de Bertrand).
Remarques techniques
- L'existence de trajectoires fermées est associée à une symétrie, ce qui se manifeste par l'existence d'une constante du mouvement additionnelle. Par exemple, pour le champ coulombien, il s'agit du vecteur de Runge-Lenz.
- En mécanique quantique, les champs présentant classiquement des orbites fermées exhibent une dégénérescence accidentelle de leurs niveaux d'énergie. Par exemple, pour le champ coulombien, alors que la théorie générale prévoit des niveaux En,l, on obtient des niveaux En ne dépendant que d'un seul nombre quantique. L'origine est une symétrie additionnelle du champ coulombien vis-à-vis des rotations de l'espace à 4 dimensions (groupe O(4))[6].
- Soit P la projection de O sur la tangente à la trajectoire de M. La trajectoire de P est appelée la podaire de O. L'inverse de la podaire donne, à une rotation près, ce que l'on appelle l'hodographe. Réciproquement, l'antipodaire de l'inverse de la podaire redonne la trajectoire. Ainsi, l'orbite de l'espace des phases, dont la projection sur (O, x, y) est la trajectoire et dont la projection sur l'espace des vitesses (O, Vx, Vy) est l'hodographe, est donc très particulier. Newton accorda une attention toute particulière aux podaires et antipodaires. À cette époque, il était bien connu que l'inverse d'un cercle était un cercle et l'antipodaire d'un cercle une ellipse. À une trajectoire elliptique de Kepler correspondait donc un hodographe circulaire. D'une manière ou d'une autre, les lois de Kepler ont été démontrées via cet hodographe circulaire. Plusieurs scientifiques pourraient être à l'origine de cette découverte : Newton dans ses brouillons perdus, comme il l'affirme en août 1684 à Halley, Hermann (1678 - 1733) dont on voit la démonstration dans la troisième édition des Principia, etc. Dire que l'hodographe est circulaire, c'est dire qu'il existe le vecteur de Runge-Lenz.